# Bossnip
De bossnip (Gallinago nemoricola) is een vogel uit de familie van strandlopers en snippen (Scolopacidae).

## Verspreiding en leefgebied
Deze soort komt voor van de zuidelijke Himalaya tot oostelijk India en noordelijk Vietnam

## Status
De grootte van de populatie is in 2001 geschat op 2500-10.000 volwassen vogels. Op de Rode lijst van de IUCN heeft deze soort de status kwetsbaar.